# Littlestown
Littlestown és una població dels Estats Units a l'estat de Pennsilvània. Segons el cens del 2000 tenia 3.947 habitants.

## Demografia
Segons el cens del 2000, Littlestown tenia 3.947 habitants, 1.586 habitatges, i 1.113 famílies. La densitat de població era de 970,7 habitants per quilòmetre quadrat.
Dels 1.586 habitatges en un 35,9% hi vivien nens de menys de 18 anys, en un 53,3% hi vivien parelles casades, en un 12,7% dones solteres, i en un 29,8% no eren unitats familiars. En el 24,8% dels habitatges hi vivien persones soles el 10,5% de les quals corresponia a persones de 65 anys o més que vivien soles. El nombre mitjà de persones vivint en cada habitatge era de 2,49 i el nombre mitjà de persones que vivien en cada família era de 2,95.
Per edats la població es repartia de la següent manera: un 27,7% tenia menys de 18 anys, un 7,6% entre 18 i 24, un 32,1% entre 25 i 44, un 18,5% de 45 a 60 i un 14,1% 65 anys o més.
L'edat mediana era de 34 anys. Per cada 100 dones de 18 o més anys hi havia 84,6 homes.
La renda mediana per habitatge era de 36.678 $ i la renda mediana per família de 42.261 $. Els homes tenien una renda mediana de 31.055 $ mentre que les dones 23.658 $. La renda per capita de la població era de 17.310 $. Entorn del 6,9% de les famílies i el 10% de la població estaven per davall del llindar de pobresa.

## Poblacions properes
El següent diagrama mostra les poblacions més properes.